# سیارک ۱۰۴۵۴
سیارک ۱۰۴۵۴ (به انگلیسی: 10454 Vallenar، نامگذاری:1978NY) ده هزار و چهارصد و پنجاه و چهارمین سیارک کشف شده‌است که در ۹ ژوئیه ۱۹۷۸ کشف شد.